# کاتلین کندی تاونسند
کاتلین کندی تاونسند (انگلیسی: Kathleen Kennedy Townsend؛ زادهٔ ۴ ژوئیهٔ ۱۹۵۱) سیاست‌مدار و وکیل اهل ایالات متحده آمریکا است.
او ششمین (و اولین زن) فرماندار مریلند از سال ۱۹۹۵ تا ۲۰۰۳ بود و در سال ۲۰۱۰ رئیس شرکت غیرانتفاعی امریکن بریج شد، سازمانی که تمرکز آن بر جمع‌آوری بودجه برای نامزدها و اهداف حزب دموکرات است. او از سال ۲۰۲۱ در وزارت کار ایالات متحده آمریکا به عنوان مشاور بازنشستگی خدمت کرده است. او یکی از اعضای خانواده برجسته سیاسی کندی بوده و بزرگ‌ترین نوه جوزف پی. کندی و رز کندی است.